# Alexandre da Mazóvia
Alexandre da Mazóvia (em polonês/polaco:  Aleksander mazowiecki - Płock, cerca de 1400 – Viena, 2 de junho de 1444) foi um pseudocardeal polonês da Igreja Católica com atuação nos Estados Papais, que foi Príncipe-bispo de Trento e Patriarca de Aquileia. 

## Biografia
Membro do ramo mazoviano da dinastia piasta, era o segundo filho de Siemovite IV, Duque da Mazóvia e de Alexandra da Lituânia, filha de Algirdas e irmã de Władysław II Jagiełło, grão-duque da Lituânia, além de tio do imperador Frederico III de Ausburgo. Desde a infância, ele foi destinado a uma carreira eclesiástica.
Ele foi enviado para a corte de seu tio materno, o rei Ladislau II Jagelão em Cracóvia, onde, sob sua tutela, começou seus estudos. De 1415 a 1422, estudou na Universidade de Cracóvia, onde não era um excelente aluno. Ele não conseguiu terminar nenhum estudo. No entanto, no final de 1422 e graças a ser parente de o rei, ele foi eleito reitor honorário, o que era contrário às leis da universidade.
Graças à proteção real, em 24 de outubro de 1414 foi nomeado reitor da catedral de Gniezno. Em 1422, seu tio, o rei, tentou, sem sucesso, nomear Alexandre ao bispado de Poznań. foi cônego do capítulo da catedral de Gniezno em 1423. O rei não desanimou com o fracasso e, em 20 de outubro de 1423, conseguiu obter do Papa Martinho V uma diocese diferente para seu sobrinho, a de Trento. Recebeu a ordenação presbiteral nesse mesmo ano.
Chegou a Trento em 25 de junho de 1424 e recebeu a ordenação episcopal em 27 de setembro de 1425, de Enrico Scarampi, bispo de Feltre. Alexandre pretendia estabelecer um centro político em Trento livre de qualquer influência externa. A pedra angular dessa política, necessariamente hostil a Frederico IV, Conde do Tirol, que, mesmo embora ele o tivesse levado à sede episcopal, havia boas relações com o arcebispo de Milão, Filippo Maria Visconti e com o imperador Sigismundo. Atuou, portanto, na órbita política do imperador, mantendo ao mesmo tempo estreitas relações de amizade com Filippo Maria, em uma função anti-veneziana. Ele se viu seguindo Sigismundo de Luxemburgo durante a primeira parte de sua viagem italiana de 1431-1432; e, uma segunda vez, de maio de 1434 a fevereiro de 1435, quando o imperador retornou de Basileia para Viena. As relações com o conde do Tirol foram arruinadas e a imposição de novos impostos e as preferências concedidas aos poloneses provocaram o descontentamento dos estados, culminando na revolta de 15 de fevereiro de 1435.
Enquanto Alexandre estava ocupado em Basileia com o Concílio, os estados se voltaram para Frederico; Trento foi assim ocupado pelos oficiais do conde. A disputa foi estabeleceu-se em Viena de uma forma que não era vantajosa para ele: a relação de dependência do bispado do condado do Tirol foi reiterada, condenando implicitamente o política de aliança com Milão. Isso não impediu o bispo de fazer, um pouco mais tarde (1438), um novo pacto com Filippo Maria Visconti, e de travar guerra contra Veneza, com má sorte. No entanto, nos últimos anos, a ação política de Alexandre em Trento passa para um segundo lugar no que diz respeito à atividade realizada a serviço do Concílio. Educado em Cracóvia, em um ambiente onde predominava a doutrina da supremacia do concílio, Alexandre sempre foi fiel a isso. Já em maio e junho de 1432, ele havia sido chamado para Basileia; na época, porém, ele não havia aceitado o convite, devido às desordens que ameaçavam Trento. Somente no início de 1434, ele pode ir pessoalmente a Basileia, juntamente com outros representantes da diocese, de nacionalidade polonesa. Ele ficou lá por cinco meses, ao mesmo tempo em que o imperador Sigismundo permaneceu no concílio; ele deixou Basileia, e em 18 de junho ele estava em Ulm junto com o imperador, que seguiu para Viena. Após a separação do Papa Eugênio IV com os presentes em Basileia, Alexandre foi um dos primeiros a reconhecer a suprema autoridade eclesiástica no Concílio.
Foi criado cardeal pelo Antipapa Félix V no Consistório de 2 de outubro de 1440, recebendo o título de cardeal-presbítero de São Lourenço em Dâmaso, além de Patriarca de Aquileia.
Em 5 de abril de 1443, ele foi nomeado pelo Legado do Concílio para a Áustria, Hungria e Polônia. Em meados de maio daquele ano, Alexandre entrou em confronto em Viena com o legado Giuliano Cesarini, que estava à frente de um Embaixada húngaro-polonesa. A intenção do legado Cesarini era a conclusão formal de uma trégua entre o imperador e Ladislau III, rei da Polônia e, de fato, da Hungria. Esta trégua deveria ter garantido a Hungria ao Ocidente durante a expedição planejada contra os otomanos. O Concílio considerou que uma expedição vitoriosa, conduzida sob a direção de Roma, teria aumentado muito o prestígio da Cúria, especialmente na Hungria e na Polônia. O fracasso das negociações de paz foi um sucesso do Concílio e de Alexandre. Uma doença o impediu de ir para a Polônia e continuar o que poderia ser considerado o trabalho diplomático mais importante de sua vida.
Morreu em 2 de junho de 1444, em Viena.